# Consistório Ordinário Público de 1973
O Consistório Ordinário Público de 1973 para a criação de novos cardeais foi realizado pelo Papa Paulo VI no Vaticano, no dia 5 de março de 1973. Foram criados 30 novos cardeais, entre os quais Albino Luciani, Dom António Ribeiro, Dom Avelar Brandão Vilela e Dom Paulo Evaristo Arns. A partir deste consistório, surge a figura do cardeal eleitor (ou cardeal votante), com idade limite para os cardeais poderem votar em um conclave.

## Novos Cardeais
| Nº                  | País               | Nome                                  | Idade    | Cargo                                                               | Título ou Diaconia                                                        |
| Cardeais            | Cardeais           | Cardeais                              | Cardeais | Cardeais                                                            | Cardeais                                                                  |
| ------------------- | ------------------ | ------------------------------------- | -------- | ------------------------------------------------------------------- | ------------------------------------------------------------------------- |
| 1                   | Itália             | Albino Luciani                        | 60       | patriarca de Veneza                                                 | Cardeal-presbítero de São Marcos                                          |
| 2                   | Portugal           | António Ribeiro                       | 44       | patriarca de Lisboa                                                 | Cardeal-presbítero de Santo António de Pádua na Via Merulana              |
| 3                   | Itália             | Sergio Pignedoli                      | 62       | secretário da Congregação para a Evangelização dos Povos            | Cardeal-diácono de São Jorge em Velabro                                   |
| 4                   | Austrália          | James Robert Knox                     | 59       | arcebispo de Melbourne                                              | Cardeal-presbítero de Santa Maria em Vallicella                           |
| 5                   | Itália             | Luigi Raimondi                        | 60       | delegado apostólico nos Estados Unidos                              | Cardeal-diácono de Santos Biagio e Carlo em Catinari                      |
| 6                   | Argentina          | Umberto Mozzoni                       | 68       | Núncio Apostólico no Brasil                                         | Cardeal-diácono de Santo Eugênio                                          |
| 7                   | Brasil             | Avelar Brandão Vilela                 | 60       | arcebispo de São Salvador da Bahia                                  | Cardeal-presbítero de São Bonifácio e Santo Aleixo                        |
| 8                   | Índia              | Joseph Marie Anthony Cordeiro         | 55       | arcebispo de Karachi                                                | Cardeal-presbítero de Santo André do Fratte                               |
| 9                   | Colômbia           | Aníbal Muñoz Duque                    | 64       | arcebispo de Bogotá                                                 | Cardeal-presbítero de São Bartolomeu na Ilha Tiberina                     |
| 10                  | Polónia            | Bolesław Kominek                      | 69       | arcebispo de Wrocław                                                | Cardeal-presbítero de Santa Cruz na Via Flaminia                          |
| 11                  | França             | Paul-Pierre Philippe, O.P.            | 67       | secretário da Congregação para a Doutrina da Fé                     | Cardeal-diácono de São Pio V a Villa Carpegna                             |
| 12                  | Itália             | Pietro Palazzini                      | 60       | secretário da Congregação para o Clero                              | Cardeal-diácono de São Jerônimo da Caridade                               |
| 13                  | Porto Rico         | Luis Aponte Martínez                  | 50       | arcebispo de San Juan                                               | Cardeal-presbítero de Santa Maria Mãe da Providência no Monte Verde       |
| 14                  | Argentina          | Raúl Francisco Primatesta             | 53       | arcebispo de Córdoba                                                | Cardeal-presbítero de Beata Virgem Maria das Dores na Piazza Buenos Aires |
| 15                  | Itália             | Salvatore Pappalardo                  | 54       | arcebispo de Palermo                                                | Cardeal-presbítero de Santa Maria Odigitria dos Sicilianos                |
| 16                  | Itália             | Ferdinando Giuseppe Antonelli, O.F.M. | 76       | secretário da Congregação para as Causas dos Santos                 | Cardeal-diácono de São Sebastião no Palatino                              |
| 17                  | Espanha            | Marcelo González Martín               | 55       | arcebispo de Toledo                                                 | Cardeal-presbítero de Santo Agostinho                                     |
| 18                  | França             | Louis-Jean-Frédéric Guyot             | 67       | arcebispo de Toulouse                                               | Cardeal-presbítero de Santa Inês Fora das Muralhas                        |
| 19                  | Itália             | Ugo Poletti                           | 58       | pró-vigário geral de Sua Santidade par a Cidade de Roma             | Cardeal-presbítero de santos Ambrósio e Carlos                            |
| 20                  | Estados Unidos     | Timothy Manning                       | 63       | arcebispo de Los Angeles                                            | Cardeal-presbítero de Santa Lúcia na Piazza d'Armi                        |
| 21                  | Japão              | Paul Yoshigoro Taguchi                | 70       | arcebispo de Osaka                                                  | Cardeal-presbítero de Santa Maria em Via                                  |
| 22                  | Quénia             | Maurice Michael Otunga                | 50       | arcebispo de Nairobi                                                | Cardeal-presbítero de São Gregório Barbarigo na Tre Fontane               |
| 23                  | México             | José Salazar López                    | 63       | arcebispo de Guadalajara                                            | Cardeal-presbítero de Santa Emerenciana em Tor Fiorenza                   |
| 24                  | Congo              | Emile Biayenda                        | 46       | arcebispo de Brazzaville                                            | Cardeal-presbítero de São Marcos em Agro Laurentino                       |
| 25                  | Estados Unidos     | Humberto Sousa Medeiros               | 57       | arcebispo de Boston                                                 | Cardeal-presbítero de Santa Susana                                        |
| 26                  | Brasil             | Paulo Evaristo Arns, O.F.M.           | 51       | arcebispo de São Paulo                                              | Cardeal-presbítero de Sant'Antonio da Padova na via Tuscolana             |
| 27                  | Austrália          | James Darcy Freeman                   | 65       | arcebispo de Sydney                                                 | Cardeal-presbítero de Santa Maria "Rainha da Paz" em Ostia Mare           |
| 28                  | Espanha            | Narciso Jubany Arnau                  | 59       | arcebispo de Barcelona                                              | Cardeal-presbítero de São Lourenço em Dâmaso                              |
| 29                  | Alemanha Ocidental | Hermann Volk                          | 69       | bispo de Mainz                                                      | Cardeal-presbítero de Santos Fabiano e Venâncio na Villa Fiorelli         |
| 30                  | Samoa              | Pio Taofinu'u, S.M.                   | 49       | bispo de Apia                                                       | Cardeal-presbítero de Santo Onofre                                        |
| Revelado In Pectore |                    |                                       |          |                                                                     |                                                                           |
| 31                  | Tchecoslováquia    | Štěpán Trochta, S.D.B.                | 67       | bispo de Litoměřice                                                 | Cardeal-presbítero de São João Bosco na Via Tuscolana                     |
| 32                  | Romênia            | Iuliu Hossu                           | 88       | bispo de Cluj-Gherla da Igreja Greco-Católica Romena unida com Roma | criação póstuma                                                           |